# Primelles
Primelles és un municipi francès, situat al departament de Cher i a la regió de Centre – Vall del Loira. L'any 2007 tenia 262 habitants.

## Demografia

### Població
El 2007 la població de fet de Primelles era de 262 persones. Hi havia 110 famílies, de les quals 32 eren unipersonals (20 homes vivint sols i 12 dones vivint soles), 41 parelles sense fills, 29 parelles amb fills i 8 famílies monoparentals amb fills.
La població ha evolucionat segons el següent gràfic:
Habitants censats

### Habitatges
El 2007 hi havia 146 habitatges, 112 eren l'habitatge principal de la família, 10 eren segones residències i 24 estaven desocupats. Tots els 143 habitatges eren cases. Dels 112 habitatges principals, 93 estaven ocupats pels seus propietaris, 13 estaven llogats i ocupats pels llogaters i 6 estaven cedits a títol gratuït; 2 tenien una cambra, 11 en tenien dues, 26 en tenien tres, 31 en tenien quatre i 43 en tenien cinc o més. 89 habitatges disposaven pel capbaix d'una plaça de pàrquing. A 41 habitatges hi havia un automòbil i a 58 n'hi havia dos o més.

### Piràmide de població
La piràmide de població per edats i sexe el 2009 era:
| Homes | Edats   | Dones |
| ----- | ------- | ----- |
| 0     | 95 o +  | 4     |
| 0     | 90 a 94 | 0     |
| 4     | 85 a 89 | 0     |
| 4     | 80 a 84 | 4     |
| 4     | 75 a 79 | 4     |
| 16    | 70 a 74 | 20    |
| 8     | 65 a 69 | 4     |
| 4     | 60 a 64 | 8     |
| 8     | 55 a 59 | 0     |
| 0     | 50 a 54 | 8     |
| 8     | 45 a 49 | 12    |
| 24    | 40 a 44 | 12    |
| 4     | 35 a 39 | 0     |
| 4     | 30 a 34 | 12    |
| 12    | 25 a 29 | 12    |
| 8     | 20 a 24 | 4     |
| 8     | 15 a 19 | 20    |
| 8     | 10 a 14 | 12    |
| 0     | 5 a 9   | 16    |
| 8     | 0 a 4   | 0     |

## Economia
El 2007 la població en edat de treballar era de 162 persones, 122 eren actives i 40 eren inactives. De les 122 persones actives 111 estaven ocupades (62 homes i 49 dones) i 11 estaven aturades (4 homes i 7 dones). De les 40 persones inactives 14 estaven jubilades, 15 estaven estudiant i 11 estaven classificades com a «altres inactius».

### Ingressos
El 2009 a Primelles hi havia 111 unitats fiscals que integraven 257,5 persones, la mediana anual d'ingressos fiscals per persona era de 16.036 €.

### Activitats econòmiques
Dels 6 establiments que hi havia el 2007, 1 era d'una empresa extractiva, 3 d'empreses de construcció, 1 d'una empresa de transport i 1 d'una empresa financera.
Dels 4 establiments de servei als particulars que hi havia el 2009, 1 era un paleta, 1 guixaire pintor, 1 fusteria i 1 restaurant.
L'any 2000 a Primelles hi havia 8 explotacions agrícoles que ocupaven un total de 990 hectàrees.

## Poblacions més properes
El següent diagrama mostra les poblacions més properes.